# Georg Steinbacher
Georg Steinbacher (* 18. September 1910 in Friedrichshagen (Landkreis Niederbarnim); † 25. Mai 1979 in Kissing bei Augsburg) war ein deutscher Ornithologe und ehemaliger Direktor der Zoologischen Gärten in Frankfurt und Augsburg.

## Leben und Wirken
Georg Steinbacher war der Sohn des Berliner Ornithologen Friedrich Steinbacher (1877–1938). Schon in seiner Schulzeit war er von der Vogelwelt und der Tiergärtnerei fasziniert. Nach seinem Studium mit dem Schwerpunkt Ornithologie war er zunächst wissenschaftlicher Assistent am Berliner Zoologischen Garten. Am 1. April 1938 übernahm er von Kurt Priemel den Direktorenposten des Zoo Frankfurts. Unter Steinbachers Führung erlebte der Zoo Änderungen in der Vogelhaltung. Er ließ Pflanzen und ähnliche Käfigeinrichtungen entfernen, damit die Zoobesucher eine bessere Sicht auf die Vögel hatten. Trotz seiner Tätigkeit als Zoodirektor wurde Steinbacher in den Zweiten Weltkrieg eingezogen, wo er schwer verwundet wurde. Nachdem er am 11. September 1945 aus dem Lazarett entlassen wurde, trat er offiziell als Zoodirektor zurück. Bereits am 1. Mai 1945 hatte Bernhard Grzimek die Zooleitung übernommen. Nach seiner Genesung war Steinbacher kurzzeitig Mitarbeiter im Kölner Zoo, bevor er von August 1947 bis zu seinem Ruhestand im Jahre 1978 den Zoo Augsburg leitete. 1971 wurde Steinbacher zum Professor berufen.
Steinbacher war ein profilierter Autor von populärwissenschaftlichen Tierbüchern, darunter Funktionell-anatomische Untersuchungen an Vogelfüssen mit Wendezehen und Rückzehen (1935), Zur Biologie der Amsel: (Turdus merula L.) (1953), Mit Tieren auf Du und Du (1954), Knaurs Vogelbuch: Das Hausbuch für Vogelfreunde und Vogelliebhaber (1955), So sind Tiere (1955), Tiere hinter Gittern: Hinter den Kulissen unserer Tiergärten (1955), Knaurs Tierreich in Farben: Vögel (1959, mit Ernest Thomas Gilliard), Cage and Garden Birds (1960), Nordamerika (1966, mit Ivan T. Sanderson und Margaret Auer), Knaurs Tierreich in Farben: Säugetiere (1970, mit Ivan T. Sanderson) und Beitrag zu einer Artenliste der Vogelwelt des Bayerischen Regierungsbezirkes Schwaben (1975).
Seine Privatbibliothek stiftete er dem  Naturmuseum Augsburg.